# 湯浅暉久
湯浅 暉久（ゆあさ てるひさ、1936年3月1日 - 2019年1月15日）は、日本の経営者。湯浅電池(現在のジーエス・ユアサコーポレーション)社長、会長を務めた。

## 経歴
東京都出身。1958年に自由学園最高学部政経学科を卒業し、同年10月に湯浅電池に入社。1970年1月に取締役に就任し、1973年5月に常務、1976年7月に専務、1980年2月に副社長を経て、1986年2月には社長に就任。1997年11月に会長に就任し、1999年6月に名誉会長を経て、2005年6月には相談役名誉会長に就任。
1992年11月に藍綬褒章を受章。
2019年1月15日脳出血のために死去。82歳没。